# 옌두구
옌두구(한국어: 염도구, 중국어: 盐都区, 병음: Yándū Qū)는 중화인민공화국 장쑤성 옌청 시의 현급 행정구역이다. 넓이는 1023km2이고, 인구는 2007년 기준으로 750,000명이다.

## 행정 구역
2개 가도, 13개 진을 관할한다.
- 가도: 張庄街道, 新都街道.
- 진: 潘黄镇, 大纵湖镇, 北龙港镇, 楼王镇, 学富镇, 义丰镇, 尚庄镇, 葛武镇, 北蒋镇, 秦南镇, 龙冈镇, 郭猛镇, 大冈镇.